# Åke Löf
Hjalmar Åke Löf, född 7 april 1927 i Vallsta, Gävleborgs län, död 15 augusti 2012 i Arbrå, var en svensk målare.
Han var son till byggnadsarbetaren Hjalmar Löf och Karin Eriksson. Löf studerade vid Konsthögskolan i Stockholm 1952–1957 och under en längre studieresa till Paris. Han debuterade i Gävleborgs läns konstförenings utställning i Gävle 1948 och tillsammans med Bengt Ellis ställde han ut i Bollnäs 1959. Hans konst består huvudsakligen av landskapsmåleri. Åke Löf är begravd på Arbrå kyrkogård.  